# Перистерона (окръг Пафос)
Перистеро̀на (на гръцки: Περιστερώνα) е село в Кипър, окръг Пафос. Според статистическата служба на Република Кипър през 2001 г. селото има 198 жители.
Намира се на 9 км южно от Полис.